# Lisen (namn)

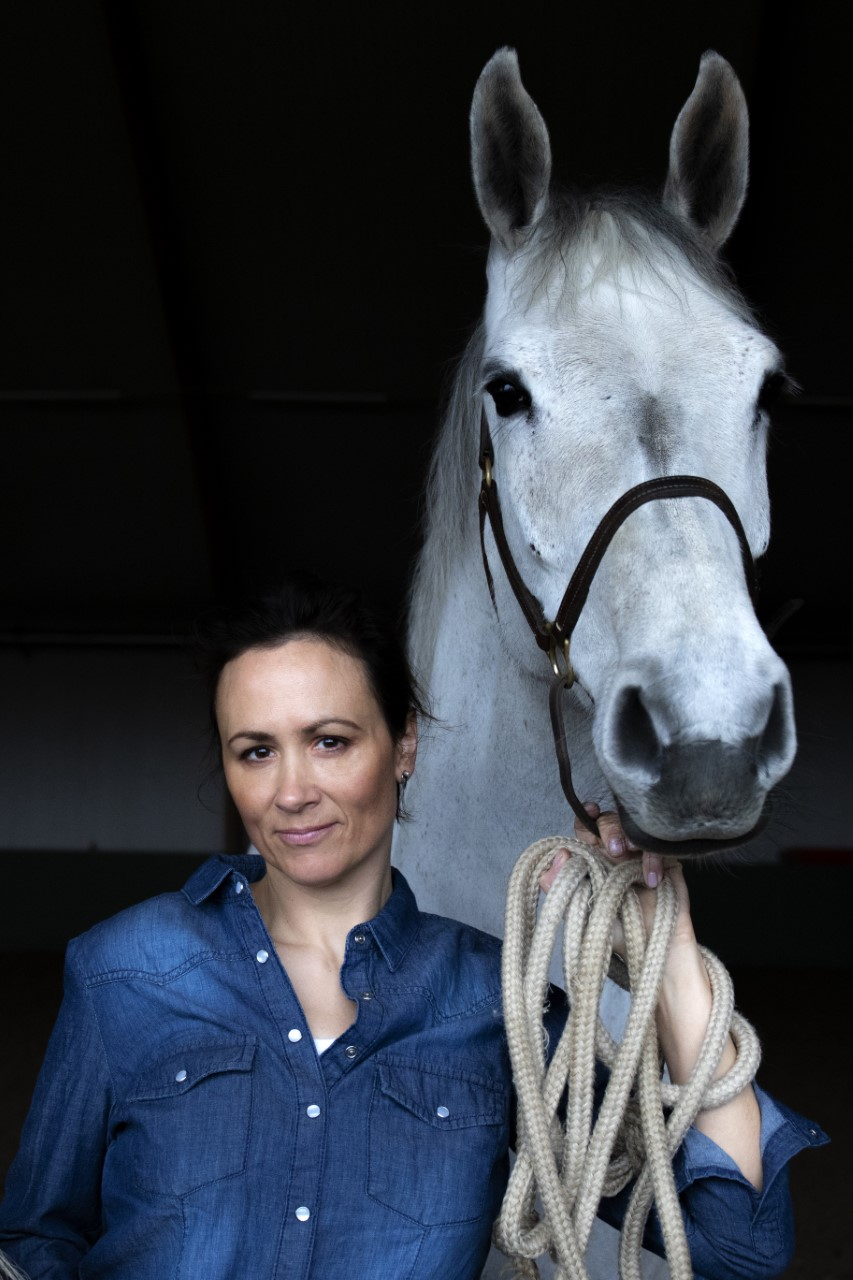
Lisen Bratt Fredricson'

Kvinnonamnet Lisen är ursprungligen ett smeknamn för Elisabet.
Det tidigaste belägget i Sverige är från 1847. År 2004 fanns det 896 personer med namnet Lisen. Namnet är vanligast hos personer födda efter 1990.
I den finlandssvenska namnsdagslängden har Lisen namnsdag 19 november sedan 2000.

## Personer med namnet Lisen
- Lisen Adbåge, svensk illustratör, serieskapare och barnboksförfattare
- Lisen Bratt Fredricson, svensk ryttare
- Lisen Lemchen, svensk lärare och målare
- Lisen Ydring, svensk skådespelare